# Saint-Jean-de-la-Motte

Saint-Jean-de-la-Motte este o comună în departamentul Sarthe, Franța. În 2009 avea o populație de 921 de locuitori.